# Jungingen
Jungingen è un comune tedesco di 1 375 abitanti,, situato nel land del Baden-Württemberg.